# 南蛮寺

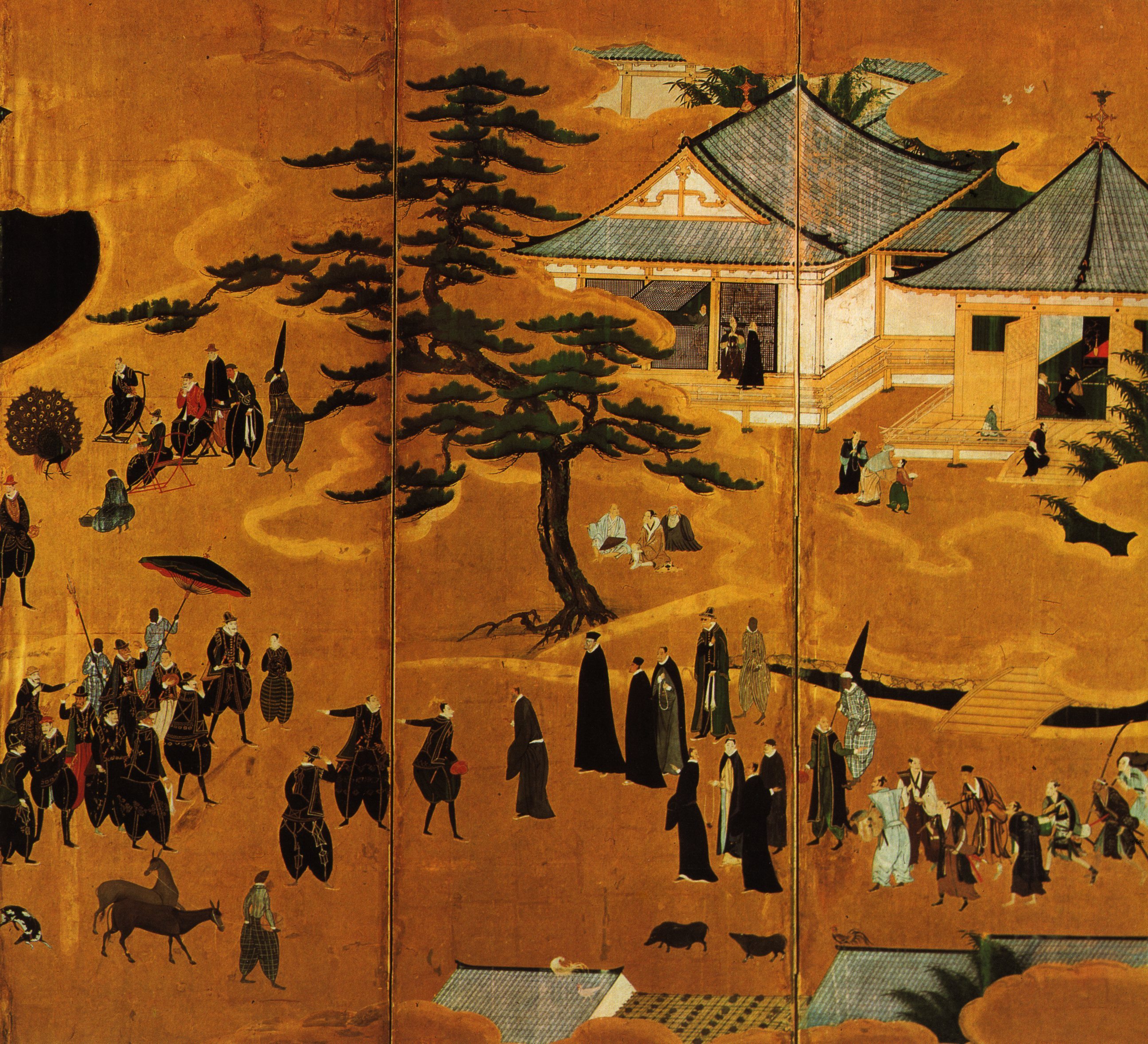
リスボン美術館蔵 作者不詳 南蛮屏風（部分）

南蛮寺（なんばんじ、なんばんでら）は、戦国時代から江戸時代初期まで、すなわちキリスト教伝来（1549年）から徳川幕府によるキリスト教禁教までの期間、日本に建てられた南蛮風の教会堂の通称。
狭義には、1576年（天正4年）イエズス会によって京都に建てられた教会堂、いわゆる「都の南蛮寺」（後述）をさす。

## 概要
日本における本格的な教会堂は、1551年（天文20年）、山口の大道寺が最初である。その後、豊後のデウス堂、平戸の天門寺、有馬の正覚寺、尾張の万願寺、長崎、京都、堺、安土、大坂、金沢、駿府、江戸などの各地に教会が建設され、それらは当時の日本人によって「南蛮寺」「南蛮堂」、また（デウスから）「だいうす寺」「だいうす堂」などと呼ばれた。
江戸時代に入り、幕府の禁教政策が厳しくなるとともに、公然と教会堂すなわち南蛮寺が建てられることもなくなり、既存の教会堂も破壊された。日本においてキリスト教の教会堂が再び公然と建てられるのは幕末以降である。

## 建築上の特徴
前節で述べたように、南蛮寺の建物自体は一切現存しておらず、その建築上の特徴は、絵画資料（南蛮屏風等）、文字資料（主に宣教師の記録）、および教会跡の考古学的調査の結果から、以下のように推測される。
1. 大道寺に見られるように既存の仏教寺院の建物を転用するか、新たに建てた場合も、日本人の大工を用い、日本の建築様式（とくに仏教寺院のそれ）を踏襲して建てられた。すなわち木造瓦屋根（多くは寄棟造または入母屋造。屋根の上には十字架が乗せられた）の建物で、畳、襖、障子、華頭窓、縁側が用いられた。
2. 礼拝堂の入り口から祭壇に至る動線は、西方教会建築のパターンを踏襲して、間口に対して奥行きが深い形が追求された[2]。その結果、例えば入母屋造の礼拝堂を同様式の仏教寺院の本堂と比べると、入り口の位置と祭壇（本堂でいえば本尊）までの動線が90度回転した様相を呈している[3]。
3. 屋根瓦に十字紋が用いられたことが出土遺物によって確認できる[4]ほか、柱・梁・破風・欄間の装飾や彫り物、襖絵、天井絵等に、キリスト教に関連するモチーフが取り入れられたと思われる。

## 都の南蛮寺（1576年）

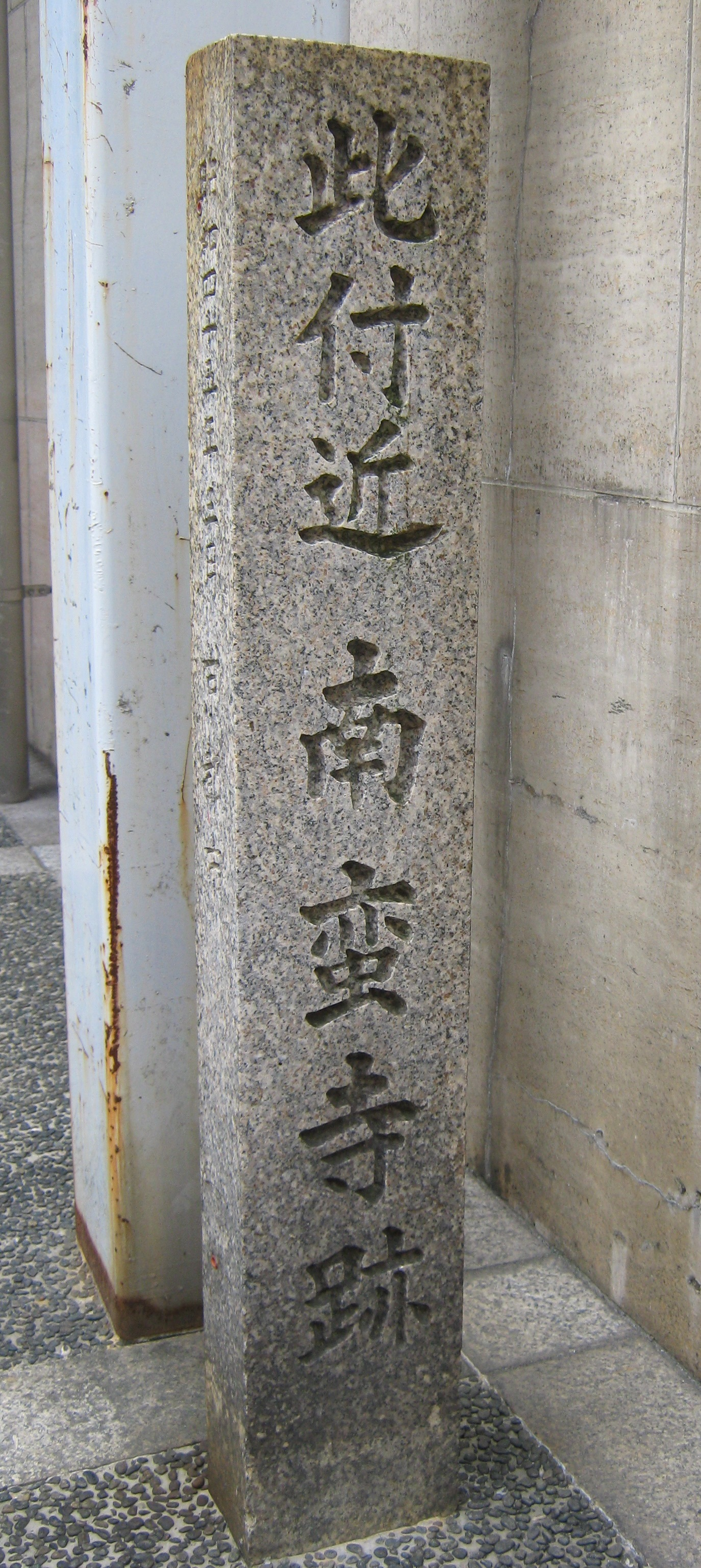
南蛮寺址、京都市中京区蛸薬師通室町西入北側

都の南蛮寺建設の経緯は、ルイス・フロイスが1577年9月19日付で臼杵から発信した書簡に詳述されている。
イエズス会が以前から京に建てていた教会堂が老朽化したため、1575年宣教師たちの協議の結果再建が決定した。当初は仏教の廃寺の建材を流用することが意図されたが、価格面で折り合いがつかず、新たに建てることとなった。オルガンティノが指揮を取った教会堂の建設に当たっては、高山図書（ずしょ、洗礼名ダリオ）をはじめとする畿内のキリシタン有力者の協力と寄進が寄せられ、寄進とイエズス会の出費をあわせた総工費は約3,000クルザードに達し、当時日本に建てられた教会堂でも最大級の規模のものとなった。
都の南蛮寺の正式名は「被昇天の聖母教会」であり、献堂ミサも会堂の落成に先立つ1576年8月15日（聖母被昇天の祝日）に行われた。教会堂の所在地は中京区姥柳町蛸薬師通室町西入ル付近と推定される。その後1587年、豊臣秀吉によるバテレン追放令後に破壊された。
この教会堂は、狩野宗秀筆の扇面洛中洛外図六十一面中「都の南蛮寺図」によって、建物を特定した絵画資料が残る唯一の例である。同図から以下のことが推測できる。
1. 木造瓦葺、3層楼閣風の建物である。
2. 屋根は最上層が入母屋造、1，2層は寄棟造。
3. 2層の周囲には見晴らし用の廊下と手すりが配されている[10]。
4. 同時期の南蛮屏風の描写では屋根の上に十字架と思しきものが描きこまれるが、この扇面図では省略されている。

1層の細部や内部については扇面図からは不明だが、上記フロイスの書簡には以下のような記事が見られる。
1. キリシタンの身分ある女性が畳100畳を寄進したこと。
2. 京の職人の水準の高さへの言及。
3. 「イタリア人のオルガンティーノ師の建築上の工夫」への言及。

以上のことから、日本人大工・職人の手による和風を基本としながら、ヨーロッパ特にイタリアの建築様式やキリスト教に関連するモチーフが加味されたものと推測される。

## その他の事例
妙心寺の塔頭寺院である春光院には「南蛮寺の鐘」（国の重要文化財）が伝わる。この青銅製の釣鐘には、側面に「1577」の西暦とイエズス会の紋章が刻まれており、同年にポルトガルで鋳造され、南蛮寺と呼ばれたイエズス会の京都の教会で使われていたものだと伝えられている。

## 遺構例
- サント・ドミンゴ教会 (長崎市)